# Monte delle Fate
Il Monte delle Fate (1.090 m s.l.m.) è una montagna dei Monti Ausoni nell'Antiappennino laziale. Si trova nel Lazio tra le province di Frosinone e quella di Latina, tra i comuni di Monte San Biagio, Amaseno e Sonnino.

## Descrizione
Il suo nome nell'Antichità era Tifata, come quello del colle presso Capua; ma esisteva nel Latium Vetus una città detta Tifata, poco distante da Roma.  
Nel medioevo era chiamato Dafati o Difata, da cui la denominazione Monte delle Fate, databile a dopo l'Unità d'Italia. Secondo i grammatici antichi il nome Tifata indicava la presenza di boschi di leccio (tifata = iliceta), ma i linguisti moderni ipotizzano che derivi da un termine sannitico *tifa che significherebbe "monte". 
Nell'Antichità il monte costituiva uno dei punti di confine del territorio della città di Fundi. In età medievale e moderna, fino alla proclamazione del  Regno d'Italia, ha segnato il confine tra il Regno di Sicilia (poi delle Due Sicilie) e lo Stato Pontificio.
Dalla sua cima, dove oggi si incrociano i confini amministrativi delle attuali province di Latina e Frosinone, è possibile vedere la valle dell'Amaseno a nord est, e la piana di Fondi e le Isole Ponziane, a sud-ovest.